# Limandă
Limanda (Limanda limanda) este o specie din familia Pleuronectidae. Este un pește bentonic, care populează apele puțin adânci din jurul Europei de Nord, în special Marea Nordului, unde trăiește pe fundurile nisipoase până la adâncimi de circa 100 m. Poate ajunge până la 40 cm lungime și până la 1 kg greutate, deși cele mai multe specimene nu depășesc 20 cm.

## Descriere

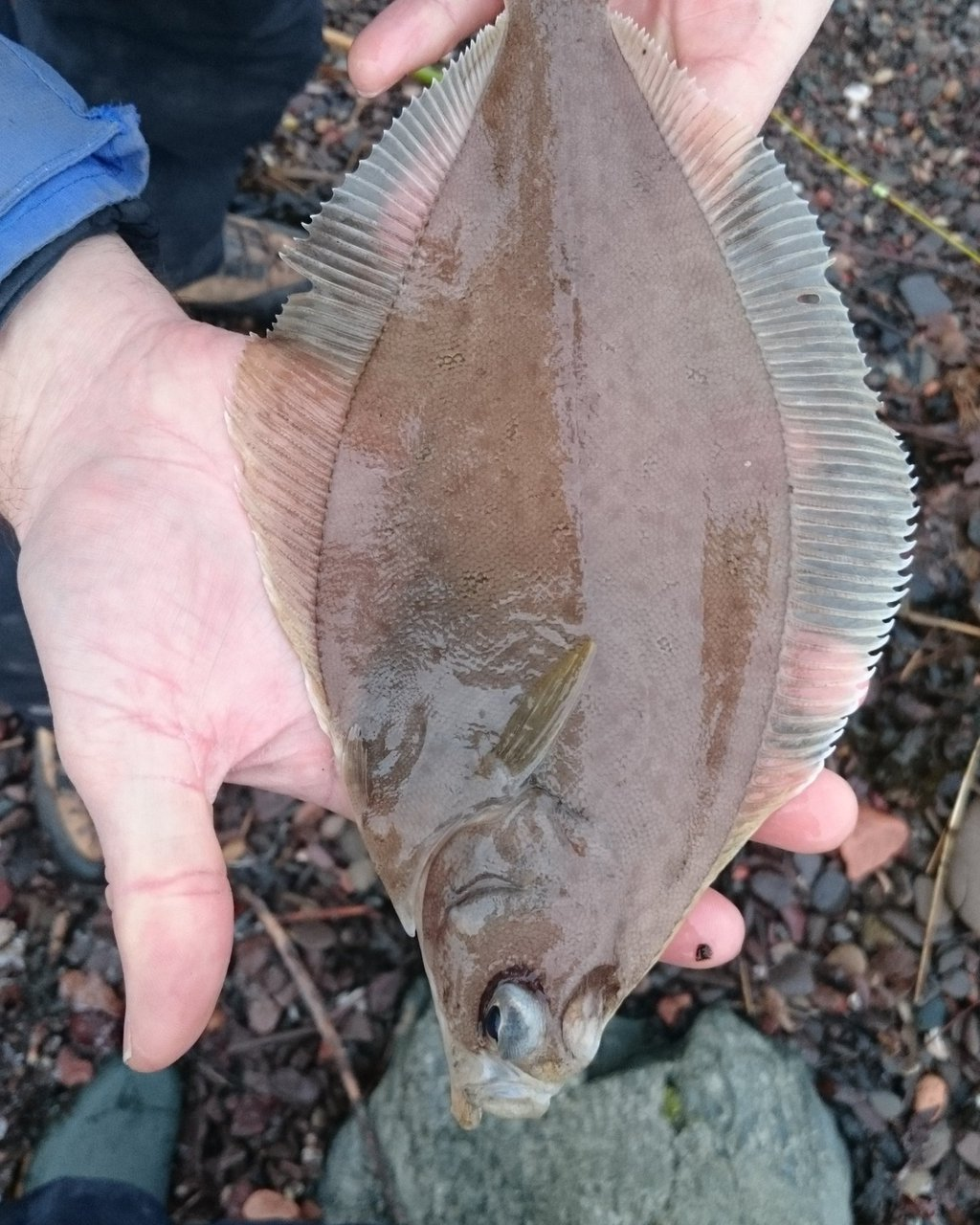
O limandă pescuită

Limanda are un aspect asemănător atât cambulei comune, cât și celei aurii, și ochii săi de asemenea se află pe partea dreaptă a corpului. Suprafața superioară este de obicei de culoare maro-deschis cu pete întunecate, dar fără pete oranj tipice pentru cambula aurie. Se deosebește de cambula comună prin corpul său translucid. Aripile pectorale pot fi oranj. Linia laterală se remarcă printr-o arcuire semicirculară caracteristică deasupra aripii pectorale. Aripa dorsală și cea anală formează o curbă rotunjită suav în jurul marginilor corpului. Solzii au muchiile posterioare rotunjite, acest pește neavând proeminențe osoase mari. Mărimea tipică variază de la 25 la 40 cm.

## Hrană
Hrana limandei constă din organisme zoobentonice precum viermi marini, moluște, anghile mici, amfipode, crustacee, echinoderme și peștișori mici.

## Răspândire
Limanda trăiește pe fundul apelor de lângă coastele nord-estica ale Oceanului Atlantic. Arealul său se întinde de la Golful Biscaya până în Islanda și Marea Albă și include Marea Nordului și partea de vest a Mării Baltice.

## Pescuitul comercial
Limanda este larg răspândită și până recent a fost de cele mai multe ori ignorată ca pește comercial, în cea mai mare parte fiind prinsă cu alte specii-țintă. Oricum, populațiile în scădere ale altor pești alimentari precum codul și eglefinul au făcut ca limanda să devină o specie comercială tot mai importantă. Este vizată acum de un număr tot mai mare de vase comerciale, în special în Marea Nordului. Unii bucătăria importanți precum Jamie Oliver au încercat să facă așa încât să fie consumată mai multă limandă ca să ia presiunea de pe speciile comerciale, care sunt actualmente puternic exploatate.